# Herstory (film)
Pour plus de détails, voir Fiche technique et Distribution.
Herstory (허스토리) est un film sud-coréen réalisé par Min Gyoo-dong, sorti en 2018.

## Synopsis
Dans les années 1990, plusieurs grands-mères mènent un combat judiciaire entre Shimonoseki et Busan pour faire condamner le gouvernement japonais pour l'esclavage sexuel des femmes de réconfort lors de la colonisation de la Corée par le Japon.

## Fiche technique
- Titre : Herstory
- Titre original : 허스토리
- Réalisation : Min Gyoo-dong
- Scénario : Jung Gyeo-woon, Min Gyoo-dong et Seo Hye-rim
- Musique : Kim Jun-seong
- Photographie : Park Jung-hun
- Montage : Jeong Ji-eun
- Production : Min Jin-soo
- Société de production : Soo Film
- Pays :  Corée du Sud
- Genre : Drame
- Durée : 121 minutes
- Dates de sortie : 
  -  Corée du Sud : 27 juin 2018

## Distribution
- Kim Hae-sook : Bae Jeong-gil
- Ye Soo-jung : Park Soon-nyeo
- Suk Mun : Seo Gwi-soon
- Lee Yong-nyeo : Lee Ok-joo
- Kim Sun-young : Mlle. Kim
- Kim Jun-han : Lee Sang-il
- Lee Yeong-ih : Yoo So-deuk
- Choi Byung-mo : Soon-mo
- Kim Hee-ae : Moon Jeong-sook

## Distinctions
Le film a été nommé pour trois Blue Dragon Film Awards.